# Pommier de Sodome
Calotropis procera
Pour les articles homonymes, voir Sodome (homonymie).
Espèce
Le pommier de Sodome (Calotropis procera) est une espèce d'arbuste très commun des régions arides d'Afrique et du Moyen-Orient, en particulier dans les oueds.
Ses fruits verts sont comparables à des petites pommes ovales, certains disent à des testicules (d'où les noms vulgaires de roustonnier ou encore d'arbre à couilles qui lui auraient été donnés par les légionnaires).

## Synonymes
On l'appelle également arbre à soie au Sénégal ou arbre de Satan au Maroc.
Arabe dialectal derija ou berbère: Tourza, torha ou torcha. 
Touareg : toumfafia. Wolof : peuftan. Bambara : nfogonfogon. Somali : boah.
Poular ou peulh: Bamamembi

## Description

### Morphologie générale et végétative

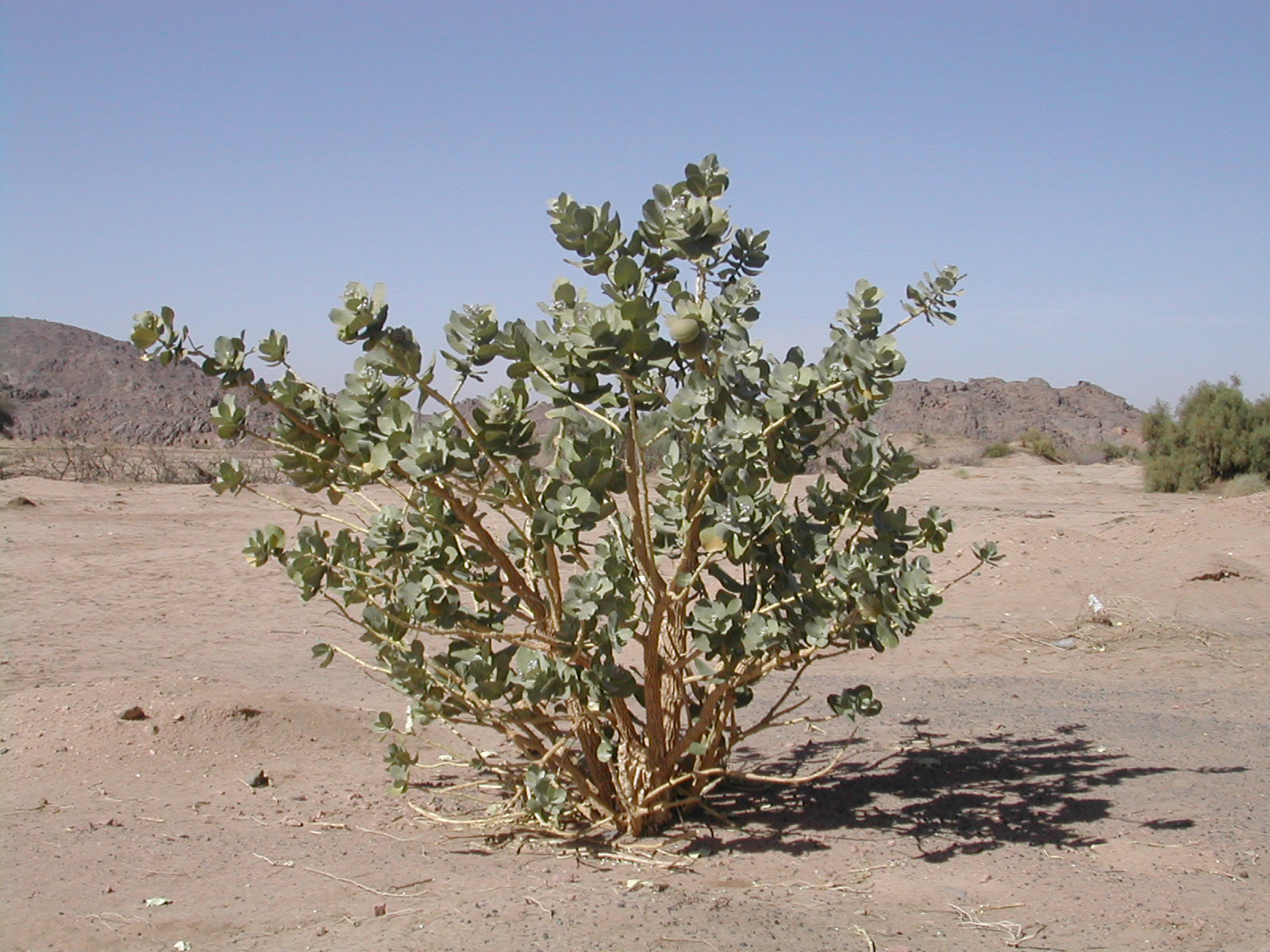
Arbre Torah Torah, près de Tamanrasset, en Algérie.

Arbrisseau ou petit arbre atteignant fréquemment plus de 2 mètres (hauteur maximale : 5 mètres). Le tronc est généralement simple, sans branches inférieures, recouvert d'une écorce jaunâtre  crevassée. Liber fibreux. Rameaux tomenteux à glabrescents (poils blancs).
Les feuilles sont grandes, pouvant atteindre jusqu’à 30 centimètres. De couleur verte, plus claire sur le dessous, elles sont opposées, simples, subsessiles, cordées à la base, portant un duvet blanc quand elles sont jeunes. Toutes les parties de la plante exsudent un latex blanc à la cassure toxique pour les muqueuses.
Au printemps, des insectes d'un jaune clair presque transparent pullulent sur la face interne des feuilles qui libèrent alors un exsudat clair et brillant, visqueux à liquide, qui se dépose d'abord sur la face externe des feuilles poussant horizontalement puis forme un dépôt de grains de sucre au pied de l'arbre ; ce sucre est mangé sur place avec plaisir par les enfants ou bien sert à sucrer un thé ou une tisane. Vient ensuite la chenille à kranka (c'est le nom saharien de Calotropis procera) dont l'éclosion a coïncidé avec le début de printemps.

### Morphologie florale
Fleurs hermaphrodites, pentamères, groupées en cymes à l'apparence d'ombelles. Calice à 5 lobes soudés à la base. Corolle à cinq lobes généralement blancs à extrémités pointues pourpres ou violettes. Pollinisation par les insectes (papillons).

### Fruit et graines

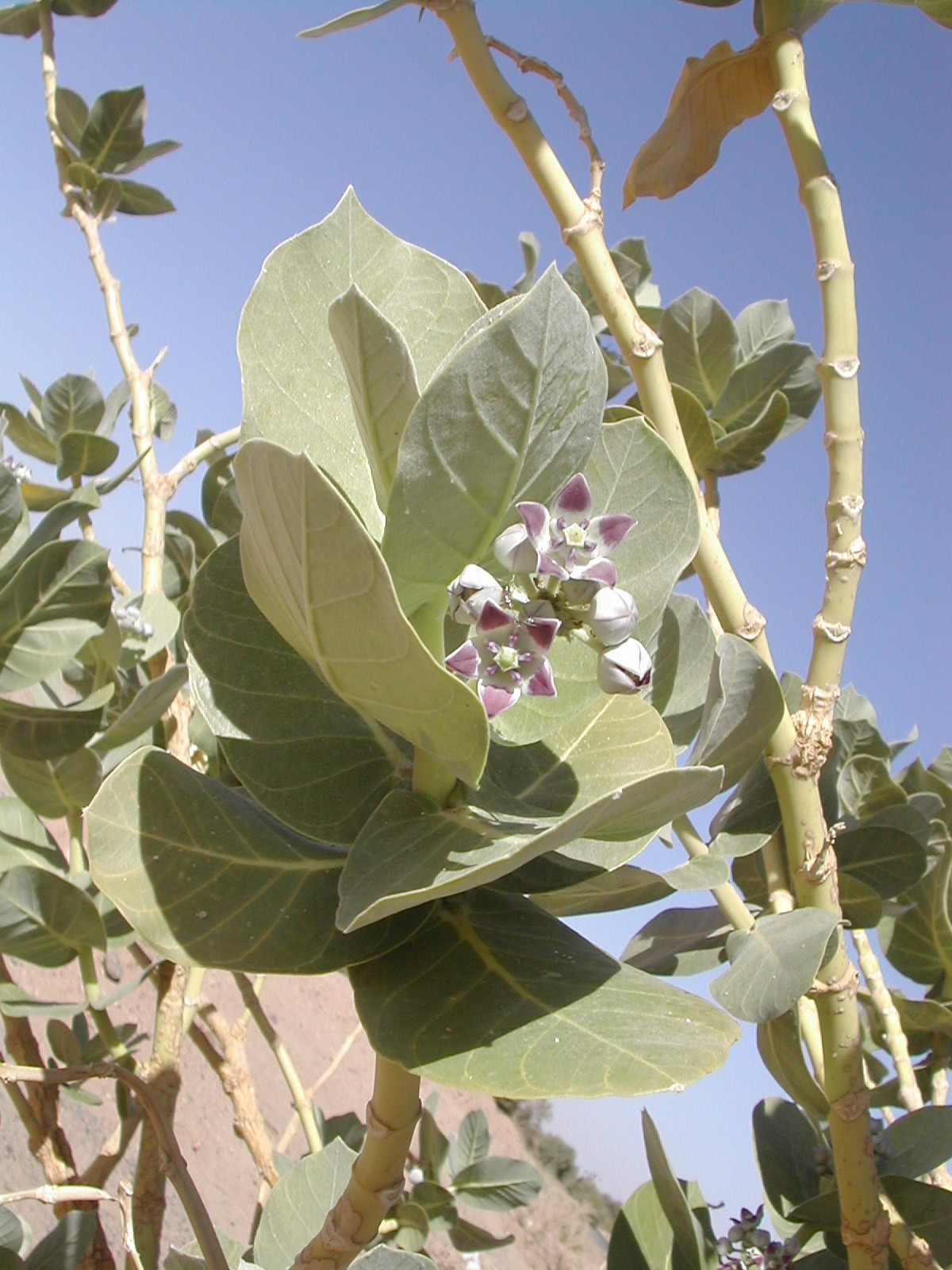
Fleurs.

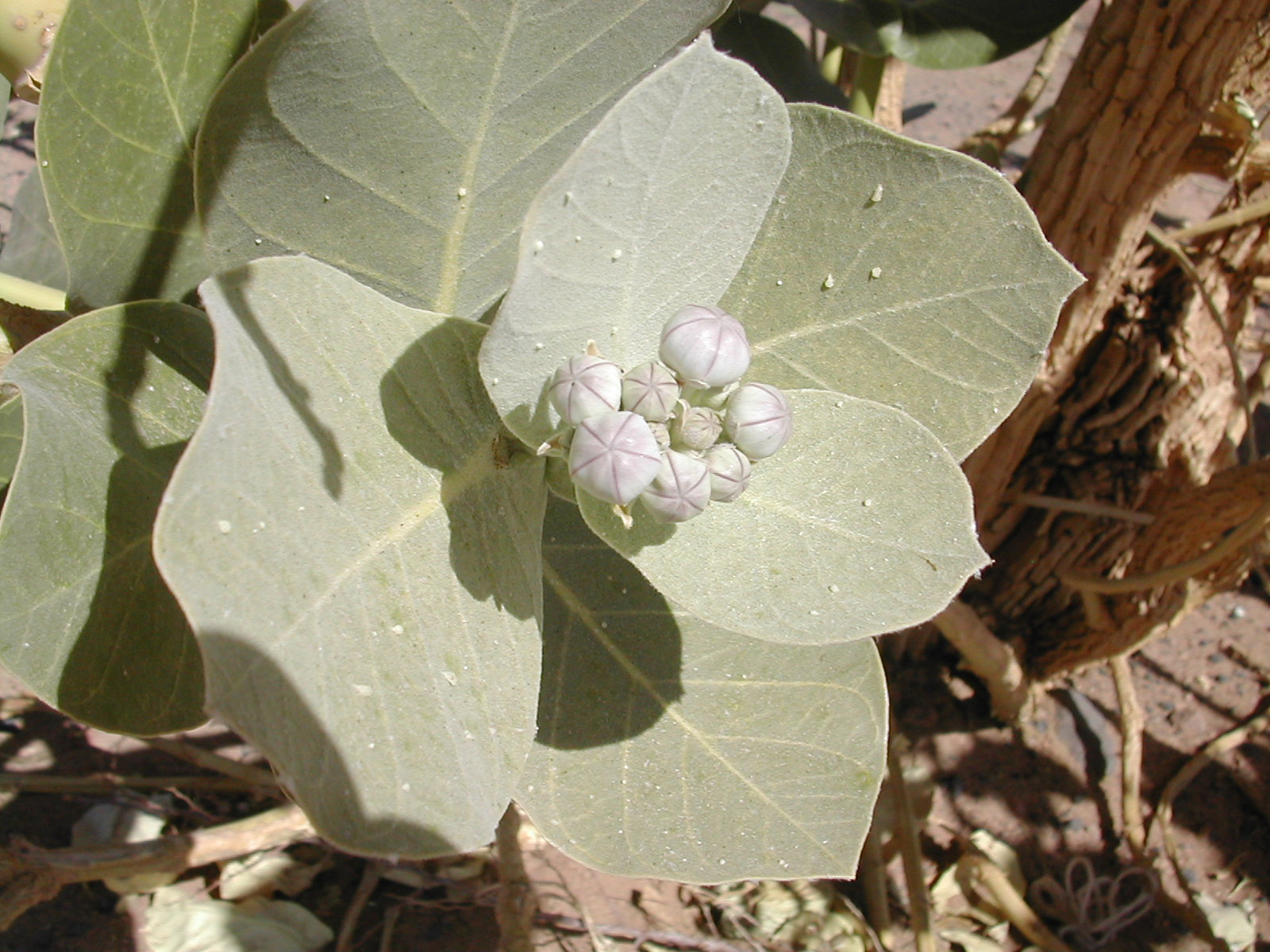
Fruits en formation.

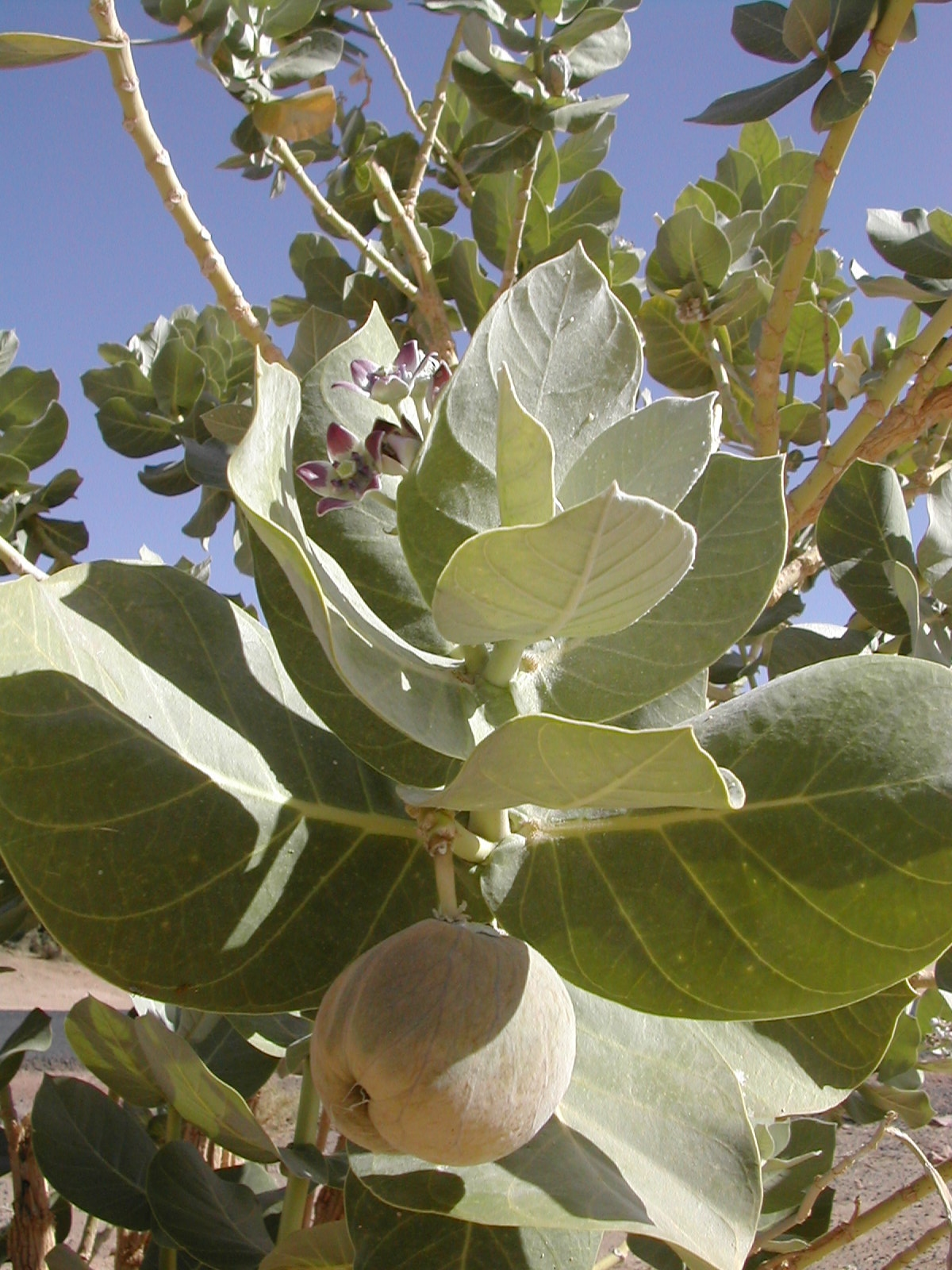
Fruit mûr.

Le fruit est un follicule ovoïde à pulpe épaisse, de couleur verte à jaunâtre, de consistance molle, à maturité pouvant atteindre 10 cm. L'intérieur est fibreux, les fibres enveloppant de nombreuses graines. Dissémination anémochore ou épizoochore.

## Écologie et habitat

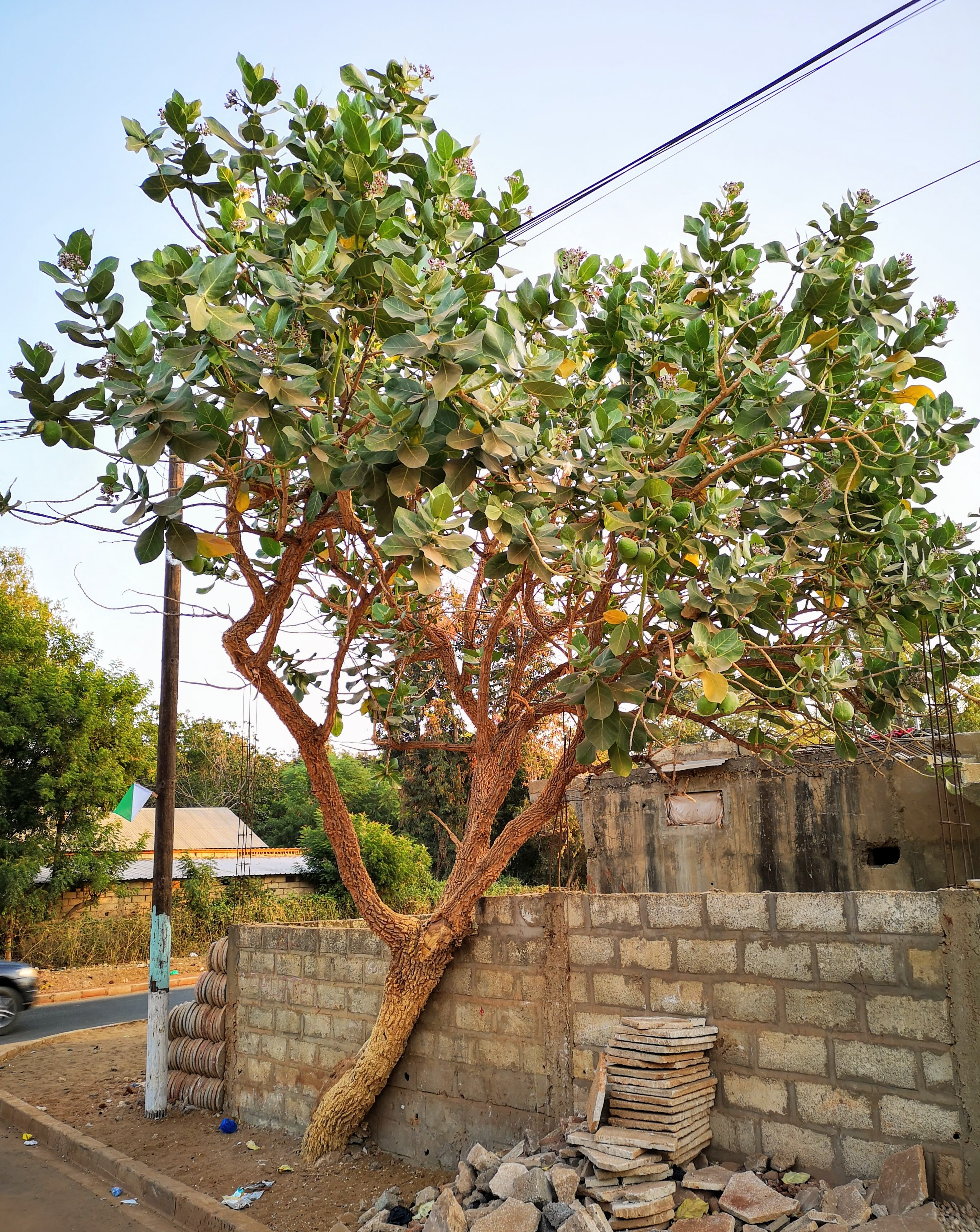
Vieux calotropis au Sénégal.

Le pommier de Sodome pousse au nord et au sud du Sahara, mais aussi en Afrique orientale, en Israël, en Arabie saoudite, en Inde, au Pakistan, ainsi que dans plusieurs pays d'Amérique latine.
On le  trouve fréquemment partout au Sénégal et au Maroc, dans les zones septentrionales, de Figuig à Zagora, en passant par Rissani, Agdz et Tan-Tan, peuplant ainsi les régions sèches.
Il est résistant à la sécheresse et tolérant au sel mais ne supporte pas le gel et les températures inférieures à 5 °C. Ses graines se répandent très rapidement, transportées par le vent et les animaux. L'arbuste se rencontre fréquemment sur les sols dégradés, en particulier les anciennes cultures et pâtures gagnées par le sable. Altitude : de 0 à 1 300 mètres. Floraison surtout pendant la saison sèche. La tradition orale Touareg veut que la présence de cet arbuste signale une ancienne présence humaine enfouie sous les sables et éboulis de roches.

## Toxicité
Toutes les parties de la plante, mais surtout le latex blanc dans lequel les teneurs sont plus élevées, contiennent un mélange complexe de composés chimiques, parmi lesquels des hétérosides cardiotoniques (cardénolides) dont certains sont des poisons cardiaques stéroïdiens. Parmi ceux-ci on a identifié notamment : calotropine, calotropagénine, calotoxine, calactine, procéroside, uzarigénine, uscharine, uscharidine et voruscharine (ces deux dernières impliquent des sucres rares contenant de l'azote et du soufre dans leur structure moléculaire).
Ces composés appartiennent à la même famille chimique que les substances similaires présentes chez la digitale (Digitalis purpurea). Le composant stéroïdien comprend un groupe hydroxyle en position C3β, un second attaché au carbone C14, une jonction C/D-cis et une γ-lactone α, β-insaturée en position C17. Chez les plantes, le composant stéroïdien est communément lié par une liaison glycosidique à une molécule de 2-désoxyose ou de 2,6-didésoxyose. Les caractéristiques décrites sont celles requises pour la toxicité, mais en plus il peut y avoir d'autres substitutions dans le noyau stéroïdien. Celles-ci peuvent être un aldéhyde en C19 à la place du groupe méthyle plus habituel dans cette position ainsi que des fonctions hydroxyle supplémentaires et parfois des structures époxydes.
La calotropine est un cardiostimulant à action rapide, beaucoup plus toxique que la strychnine. La dose létale de la calotropine est de 0,12 mg/kg.
La plante contient également de nombreux autres composés chimiques, parmi lesquels d'autres alcaloïdes, des saponines, des stérols, des triterpènes, des coumarines, des tanins et des flavonoïdes. Le principal flavonoïde est la rutine (quercétine-3-rutinoside).
La plante entière est par ailleurs riche en résines, en acides gras, en protéases, en hydrocarbones, en acides aminés et en minéraux. Le latex contient 11 à 23 % de caoutchouc, les triterpénoïdes α- et β-amyrine, lupéol, acétate de taraxastéryl, α- et β-calotropéol, 3-épimoréténol, multiflorénol, cyclosadol, plusieurs esters de triterpènes, des stérols (β-sitostérol et stigmastérol) et de la choline (alcaloïde).

## Utilisation
Le pommier de Sodome est une plante à la fois très toxique, notamment par son latex, et très utile, dont les populations du Sahel savent exploiter toutes les possibilités, y compris médicinales.
- L'écorce et les rameaux pilés permettent de faire cailler le lait.
- Le latex, qui contient de la calotropine, est un dangereux cardiotoxique. Il a été utilisé pour la confection de flèches empoisonnées, mais permet aussi de soigner les plaies des chameaux, ou encore de débarrasser les animaux de leurs tiques. On l'utilise également comme antivomitif.
- Les chèvres, parfois aussi les moutons, mangent les feuilles desséchées et les fleurs.
- Le bois, à l'épreuve des termites, est utilisé pour la confection de huttes ou de toits. On en fait aussi des flotteurs pour la pêche ou des selles. C'est un combustible apprécié, dont la fumée permet le séchage du poisson.
- La fibre du liber, très résistante, permet de faire des cordages, des filets de pêche et diverses sortes de fils. Celle des fruits peut être utilisée comme bourre ou même comme substitut du coton hydrophile.
- Les propriétés médicinales, plus ou moins empreintes de magie, sont nombreuses, pas forcément vérifiées. On en trouvera une liste non exhaustive à l'adresse suivante
- Les abeilles viennent pondre leurs larves dans les branches creuses et leur fournissent du miel que les Touaregs consomment. Ce miel se trouve en fendant les tiges creuses (attention aux piqures). De teinte foncée, d'aspect pâteux il a un gout très prononcé de pain d'épices.

Le fruit séché au soleil, calciné puis mélangé au beurre de karité est un très bon remède contre la teigne et les dermatoses.

## Pourquoi Sodome?
Le terme pommier de Sodome semble faire référence à une phrase écrite par Flavius Josèphe dans l'ouvrage Bellum judaicum (IV-8.4), qui évoque les fruits poussant sur le territoire de l'ancienne Sodome : lorsqu'ils ont l'air mûrs et qu'on les cueille, ils se réduisent dans la main en fumée et en cendres. Il semble que le texte de Flavius Josèphe fasse référence à Calotropis procera, mais il pourrait aussi s'agir de Solanum linnaeanum, plante également appelée Solanum sodomeum et dont les fruits sont connus sous le nom de pommes de Sodome.